# Kneževo
Kneževo/Skender Vakuf (in serbo Кнежево/Скендер Вакуф) è un comune della Repubblica Serba di Bosnia ed Erzegovina con 10.428 abitanti al censimento 2013.

## Popolazione
| Popolazione del Comune di Skender Vakuf |                  |                  |                  |
| Lista Anno                              | 1991             | 1981             | 1971             |
| Serbi                                   | 13.263 (68,30 %) | 15.953 (69,51 %) | 15.926 (74,35 %) |
| Croati                                  | 4.770 (24,56 %)  | 5.395 (23,50 %)  | 4.431 (20,68 %)  |
| Bosgnacchi                              | 1.071 (5,51%)    | 1.141 (4,97%)    | 947 (4,42%)      |
| Jugoslavi                               | 169 (0,87 %)     | 318 (1,38 %)     | 9 (0,04 %)       |
| Altri e sconosciuti                     | 145 (0,74 %)     | 141 (0,61 %)     | 106 (0,49 %)     |
| Totale                                  | 19.418           | 22.948           | 21.419           |

### Popolazione della Contea di Kotor Varoš nel 1953
| Area di censimento    | Totale | Serbi  | Croati | Sloveni | Macedoni | Montenegrini | Jugoslavi non deciso | Cechi | Polacchi | Russini – Ucraini | Altri slavi | Altri non-slavi |
| Contea di Kotor Varoš | 37.898 | 25.008 | 6.485  | 4       | 4        | 10           | 6.375                | 2     | –        | 2                 | –           | 8               |
| Kotor Varoš           | 4.715  | 805    | 2.640  | 2       | 3        | 6            | 1.253                | 1     | –        | 1                 | –           | 4               |
| Maslovare             | 4.574  | 3.966  | 8      | –       | –        | –            | 600                  | –     | –        | –                 | –           | –               |
| Previle               | 4.576  | 3.537  | 696    | –       | –        | –            | 342                  | –     | –        | –                 | –           | 1               |
| Skender Vakuf         | 7.100  | 6.566  | 16     | –       | –        | –            | 518                  | –     | –        | –                 | –           | –               |
| Šiprage               | 7.746  | 6.036  | 24     | 1       | 1        | –            | 1.682                | –     | –        | –                 | –           | 2               |
| Vrbanjci              | 4.919  | 1.678  | 1.728  | 1       | –        | 4            | 1.505                | 1     | –        | 1                 | –           | 1               |
| Zabrđe                | 4.268  | 2.420  | 1.373  | –       | –        | –            | 475                  | –     | –        | –                 | –           | –               |